# 2008年夏季奧林匹克運動會賽艇比賽
2008年夏季奧林匹克運動會的賽艇比賽由8月9日至17日在順義奧林匹克水上公園舉行，為期10天，賽事的最後兩天是決賽日，共會頒發14枚金牌。

## 各國獎牌榜
| 排名 | 国家／地区 | 金牌 | 银牌 | 铜牌 | 總數 |
| ---- | ---------- | ---- | ---- | ---- | ---- |
| 1    | 英国       | 2    | 2    | 2    | 6    |
| 2    |            | 2    | 1    | 0    | 3    |
| 3    | 加拿大     | 1    | 1    | 2    | 4    |
| 4    | 美国       | 1    | 1    | 1    | 3    |
| 5    | 中国       | 1    | 1    | 0    | 2    |
| 5    | 荷兰       | 1    | 1    | 0    | 2    |
| 5    | 波兰       | 1    | 1    | 0    | 2    |
| 8    | 新西兰     | 1    | 0    | 2    | 3    |
| 9    | 丹麦       | 1    | 0    | 1    | 2    |
| 9    | 罗马尼亚   | 1    | 0    | 1    | 2    |
| 11   | 保加利亚   | 1    | 0    | 0    | 1    |
| 11   | 挪威       | 1    | 0    | 0    | 1    |
| 13   | 德国       | 0    | 1    | 1    | 2    |
| 14   | 捷克       | 0    | 1    | 0    | 1    |
| 14   | 爱沙尼亚   | 0    | 1    | 0    | 1    |
| 14   | 芬兰       | 0    | 1    | 0    | 1    |
| 14   | 希腊       | 0    | 1    | 0    | 1    |
| 14   | 意大利     | 0    | 1    | 0    | 1    |
| 19   | 白俄罗斯   | 0    | 0    | 2    | 2    |
| 19   | 法国       | 0    | 0    | 2    | 2    |
| 總計 | 總計       | 14   | 14   | 14   | 42   |

## 各項成績

### 男子
| 項目                   | 金牌 | 金牌    | 银牌 | 银牌    | 铜牌 | 铜牌    |
| 單人雙槳（詳細）       | 奥拉夫·蒂夫特（挪威） | 6:59.83 | 翁德热·西内克（捷克） | 7:00.63 | 马埃·（新西兰） | 7:01.56 |
| 雙人單槳（詳細）       | 德鲁·（） · 邓肯·（） | 6:37.44 | 戴维·（加拿大） · （加拿大） | 6:39.55 | 内森·（新西兰） · 乔治·（新西兰） | 6:44.19 |
| 雙人雙槳（詳細）       | 戴维·（） · 斯科特·布伦南（） | 6:27.77 | 托努·（爱沙尼亚） · 于里·扬松（爱沙尼亚） | 6:29.05 | 马修·（英国） · 斯蒂芬·罗博特姆（英国） | 6:29.10 |
| 四人單槳（詳細）       | 英国（GBR） · 汤姆·詹姆斯 · 史蒂夫·威廉斯 · 皮特·里德 · 安德鲁·特里格斯·霍奇                                                                            | 6:06.57 | （AUS） · 马特·瑞安 · 詹姆斯·马伯格 · 卡梅伦·麦肯齐-麦克哈格 · 弗朗西斯·赫格尔蒂                                                                              | 6:07.85 | 法国（FRA） · 朱利安·德普雷斯 · 邦雅曼·龙多 · 热尔曼·夏尔丹 · 多里安·莫尔特莱特                                                                           | 6:09.31 |
| 四人雙槳（詳細）       | 波兰（POL） · 康拉德·瓦谢莱夫斯基 · 马雷克·科尔博维奇 · 米哈乌·耶林斯基 · 亚当·科罗尔                                                                   | 5:41.33 | 意大利（ITA） · 卢卡·阿加门诺尼 · 西莫内·韦涅尔 · 罗萨诺·加尔塔罗萨 · 西莫内·拉伊内里                                                                         | 5:43.57 | 法国（FRA） · 若纳唐·科菲克 · 皮埃尔-让·佩尔蒂埃 · 朱利安·巴安 · 塞德里克·贝尔雷                                                                          | 5:44.34 |
| 八人單槳（詳細）       | 加拿大（CAN） · 凯文·莱特 · 本·拉特利奇 · 安德鲁·伯恩斯 · 杰克·韦策尔 · 马尔科姆·霍华德 · 多米尼克·塞特尔 · 亚当·克里克 · 凯尔·汉密尔顿 · 布赖恩·普赖斯 | 5:23.89 | 英国（GBR） · 亚历克斯·帕特里奇 · 汤姆·斯托拉德 · 汤姆·卢西 · 理查德·埃金顿 · 乔希·韦斯特 · 阿拉斯泰尔·希思科特 · 马特·兰格里奇 · 科林·史密斯 · 阿瑟·内瑟科特 | 5:25.11 | 美国（USA） · 博·胡普曼 · 马特·施诺布里希 · 迈卡·博伊德 · 怀亚特·艾伦 · 丹尼尔·沃尔什 · 史蒂文·科波拉 · 乔希·英曼 · 布赖恩·沃尔彭海因 · 马库斯·麦克尔亨尼 | 5:25.34 |
| 輕量級雙人雙槳（詳細） | 扎克·（英国） · 马克·（英国） | 6:10.99 | 季米特里奥斯·穆约斯（希腊） · 瓦西利奥斯·波利米罗斯（希腊） | 6:11.72 | 马斯·（丹麦） · 拉斯穆斯·奎斯特·汉森（丹麦） | 6:12.45 |
| 輕量級四人單槳（詳細） | 丹麦（DEN） · 托马斯·埃伯特 · 莫滕· · 马斯· · 埃斯基尔·埃贝森 | 5:47.76 | 波兰（POL） · 武卡什·帕夫沃夫斯基 · 巴尔特沃梅伊·帕韦乌恰克 · 米沃什·贝尔纳塔伊蒂斯 · 帕韦乌·兰达                                                             | 5:49.39 | 加拿大（CAN） · 伊恩·布兰贝尔 · 乔恩·比尔 · 迈克·刘易斯 · 利亚姆·帕森斯                                                                                   | 5:50.09 |

### 女子
| 項目                   | 金牌 | 金牌    | 银牌 | 银牌    | 铜牌 | 铜牌    |
| 單人雙槳（詳細）       | 鲁米亚娜·内伊科娃（保加利亚） | 7:22.34 | 米歇尔·格雷特（美国） | 7:22.78 | 叶卡捷琳娜·卡斯滕（白俄罗斯） | 7:23.98 |
| 雙人單槳（詳細）       | 杰奥尔杰塔·（罗马尼亚） · 维奥丽卡·（罗马尼亚）                                                                                         | 7:20.60 | 吴优（中国） · 高玉兰（中国） | 7:22.28 | 尤利娅·比奇克（白俄罗斯） · 纳塔利娅·海拉赫（白俄罗斯） | 7:20.91 |
| 雙人雙槳（詳細）       | （新西兰） · （新西兰） | 7:07.32 | 安妮卡特琳·蒂勒（德国） · 克里斯蒂安娜·胡特（德国） | 7:07.33 | 埃莉泽·拉韦里克（英国） · 安娜·（英国） | 7:07.55 |
| 四人雙槳（詳細）       | 中国（CHN） · 唐宾 · 金紫薇 · 奚爱华 · 张杨杨                                                                                           | 6:16.06 | 英国（GBR） · 安娜贝尔·弗农 · 黛比·弗勒德 · 弗朗西丝·霍顿 · 凯瑟琳·格兰杰                                                                                                  | 6:17.37 | 德国（GER） · 布丽塔·奥佩尔特 · 曼努埃拉·卢策 · 卡特琳·博龙 · 斯特凡妮·席勒 | 6:19.56 |
| 八人單槳（詳細）       | 美国（USA） · 埃琳·卡法罗 · 琳赛·舒普 · 安娜·古德尔 · 埃尔·洛根 · 安娜·卡明斯 · 苏珊·弗朗西亚 · 卡罗琳·林德 · 卡琳·戴维斯 · 玛丽·惠普尔 | 6:05.34 | 荷兰（NED） · 费姆克·德克 · 马利丝·斯马尔德斯 · 宁克·金马 · 罗琳·雷佩拉尔·范德里尔 · 安娜玛丽克·范伦普特 · 海伦·坦格尔 · 萨拉·西赫拉尔 · 安娜米克·德哈恩 · 埃丝特尔·沃克尔 | 6:07.22 | 罗马尼亚（ROM） · 康斯坦察·布尔奇克 · 维奥丽卡·苏萨努 · 罗迪卡·谢尔班 · 鲍劳巴什·埃妮克 · 西蒙娜·穆沙特 · 伊万娜·帕普克 · 杰奥尔杰塔·安德鲁安凯 · 多依娜·伊格纳特 · 埃列娜·杰奥尔杰斯库 | 6:07.25 |
| 輕量級雙人雙槳（詳細） | 基尔斯滕·范德科尔卡（荷兰） · 玛丽特·范奥伊彭（荷兰） | 6:54.74 | 桑娜·（芬兰） · 明娜·（芬兰） | 6:56.03 | 梅拉妮·科克（加拿大） · 特蕾西·卡梅伦（加拿大） | 6:56.68 |

## 外部連結
- 本屆奧運各項項目比賽時間表